# Ібрагім Салах (футболіст, 2001)
Ібрагім Салах (араб. ابراهيم صلاح, нар. 30 серпня 2001, Сен-Жосс-тен-Ноде, Бельгія) — марокканський футболіст, вінгер французького клубу «Ренн».

## Ігрова кар'єра

### Клубна
Ібрагім Салах народився в Бельгії в родині марокканців. Пройшов через ряд юнацьких команд клубів з Бельгії. З 2021 року виступав за молодіжну команду клубу «Гент». Перед сезоном 2022/23 був переведений до основного складу і 7 серпня 2022 року дебютував у чемпіонаті Бельгії у матчі проти «Вестерло».
В Бельгії Салах провів половину сезону і 31 січня 2023 року перейшов до французького «Ренна» і вже 4 лютого зіграв першу гру в новій команді у чемпіонаті Франції проти «Лілля». У складі «Ренна» футболіст виступав у матчах Ліги Європи.

### Збірна
У червні 2023 року у складі збірної Марокко (U-23) Ібрагім салах став переможцем молодіжного кубку африканських націй, кваліфікувавшись на Літні Олімпійські ігри 2024 в Парижі.
У серпні 2023 року Салах отримав перший виклик на товариські матчі національної збірної Марокко.

## Титули
Марокко (U-23)
 Переможець молодіжного кубку африканських націй: 2023